# Piñon Hills, California
Piñon Hills, California (енгл. Piñon Hills) насељено је место без административног статуса у америчкој савезној држави Калифорнија.

## Демографија
По попису из 2010. године број становника је 7.272.
| Група             | 2000.    | 2010.         |
| Белци             | 0 (0,0%) | 5.113 (70,3%) |
| Афроамериканци    | 0 (0,0%) | 58 (0,8%)     |
| Азијати           | 0 (0,0%) | 189 (2,6%)    |
| Хиспаноамериканци | 0 (0,0%) | 1.738 (23,9%) |
| Укупно            | 0        | 7.272         |